# Lappo
Lappo (finska: Lapua) är en stad i landskapet Södra Österbotten i Finland. Lappo har 14 203 invånare och ytan är 751,8 km².   
Lappo är en enspråkigt finsk ort. I Lappo finns det en järnvägsstation längs Österbottenbanan och staden är knutpunkt för fem stora vägar. Lappo stift inom Evangelisk-lutherska kyrkan i Finland har sin domkyrka i staden.

## Historia

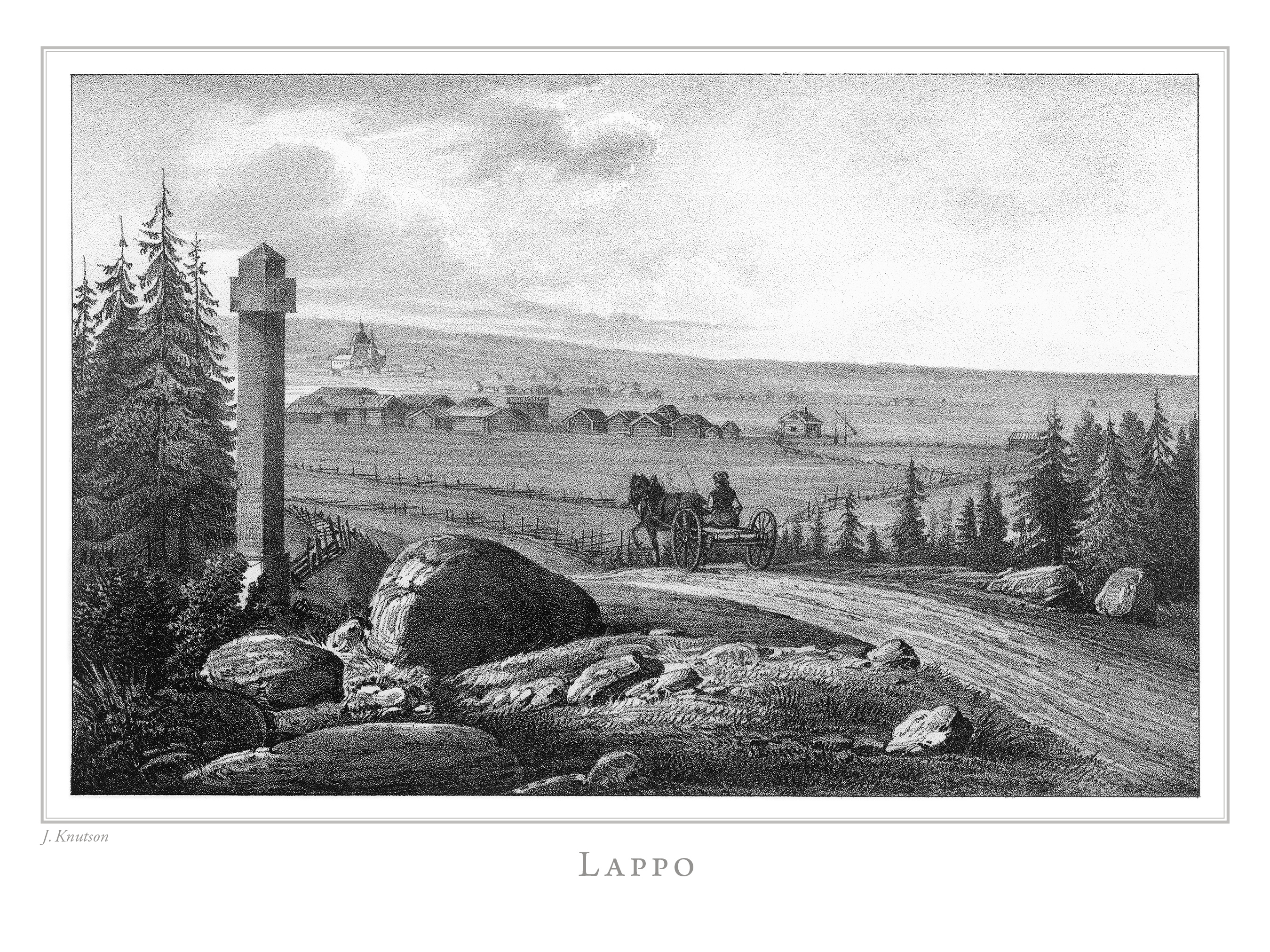
Litografi av Lappo i Finland framstäldt i teckningar utgiven 1845-1852.

Under finska kriget stod här slaget vid Lappo år 1808. Ett tidigare slag, som i rysk litteratur kallas slaget vid Lappola (1714), stod vid Napo by i grannsocknen Storkyro. Till minne av striderna i Lappo ordnas Lappodagen (Lapuan päivä) varje år den 14 juli.
Lapporörelsen hade sitt ursprung i Lappo, vilket också var skälet till dess namn.
En patronfabrik är belägen i centrum av staden. I fabriken skedde en explosion den 13 april 1976. I olyckan dog 40 personer, vilket gör den till den olycka med allvarligast utgång i efterkrigstidens Finland.

## Politik

### Mandatfördelning i Lappo kommun, valen 1976–2021
| 3 | 6 |  | 12 | 2 | 11 |

| 2 | 6 |  | 13 | 2 | 11 |

| 2 | 5 | 2 | 13 |  | 12 |

|  | 5 |  | 15 | 2 | 11 |

|  | 6 |  | 14 | 2 | 11 |

|  | 5 | 15 | 3 | 11 |

|  | 4 |  | 15 | 4 | 10 |

|  | 3 | 2 | 14 | 3 | 12 |

| 28 | 7 |

|  | 3 | 3 | 13 | 2 | 13 |

| 27 | 8 |

|  | 3 | 4 | 13 | 3 | 11 |

| 26 | 9 |

|  | 2 | 4 | 14 | 3 | 11 |

| 27 | 8 |

| 2 | 5 | 14 | 3 | 11 |

| 26 | 9 |

### Vänorter
Lappo har följande vänorter:
- County Louth, Irland
- Hagfors kommun, Sverige, sedan 1965
- Hohenlockstedt, Tyskland, sedan 1973
- Kiskőrös, Ungern, sedan 2008
- Lantana, USA, sedan 1979
- Rakvere, Estland, sedan 1990

## Ekonomi och infrastruktur

### Utbildning
I Lappo finns handelsläroverk, folkhögskola (Karhunmäen kristillinen opisto) och yrkesskola.

## Befolkningsutveckling
| Befolkningsutvecklingen i Lappo stad 1975–2020                                                               | Befolkningsutvecklingen i Lappo stad 1975–2020 | Befolkningsutvecklingen i Lappo stad 1975–2020 | Befolkningsutvecklingen i Lappo stad 1975–2020 | Befolkningsutvecklingen i Lappo stad 1975–2020 |
| --- | ---------------------------------------------- | ---------------------------------------------- | ---------------------------------------------- | ---------------------------------------------- |
| |                                                |                                                |                                                |                                                |
| År |                                                |                                                | Folkmängd                                      |                                                |
| 1975 | 1975                                           |                                                | 14 558                                         |                                                |
| 1980 | 1980                                           |                                                | 14 567                                         |                                                |
| 1985 | 1985                                           |                                                | 14 644                                         |                                                |
| 1990 | 1990                                           |                                                | 14 579                                         |                                                |
| 1995 | 1995                                           |                                                | 14 488                                         |                                                |
| 2000 | 2000                                           |                                                | 14 055                                         |                                                |
| 2005 | 2005                                           |                                                | 14 081                                         |                                                |
| 2010 | 2010                                           |                                                | 14 428                                         |                                                |
| 2015 | 2015                                           |                                                | 14 609                                         |                                                |
| 2020 | 2020                                           |                                                | 14 221                                         |                                                |
| Anm: Uppgifterna avser förhållandena den 31 december nämnda år enligt områdesindelningen den 1 januari 2022. |                                                |                                                |                                                |                                                |

## Kultur

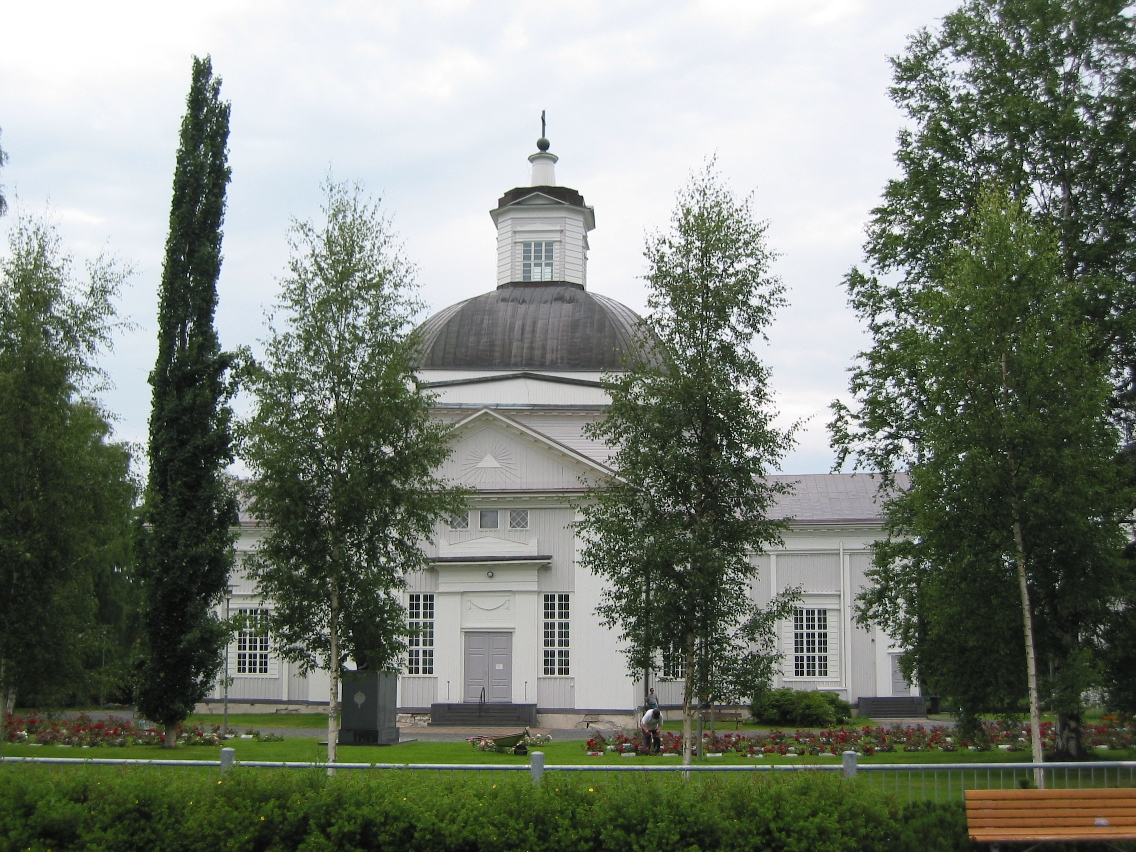
Lappo domkyrka.

### Lokala dagstidningar och media
- Lapuan Sanomat(fi) (på finska)

### Evenemang
- Vanhan Paukun Festivaali Festival som ordnas på Kulturcentrum Vanha Paukku

### Kända personer från Lappo
- Anneli Jäätteenmäki (tidigare Finlands statsminister)
- Vihtori Kosola (ledare för Lapporörelsen)
- Tuula Polvi (tidigare Miss Finland)
- Tapio Korjus (spjutkastare)
- Harri Koskela (brottare).

### Idrott
I Lappo finns simhall och ishall. En bollhall ska byggas. Vintertid finns det möjlighet att åka slalom och terrängskidor i Simpsiö.